# صفصافاوية
الصفصافاوية (الاسم العلمي: Saliceae) هي قبيلة من النباتات تتبع فصيلة الصفصافية من الرتبة الملبيغيات.

## أجناس الصفصافاوية
- الصفصاف
- الحور